# Tångan
Tångan är ett naturreservat i Sala kommun i Västmanlands län.
Området är naturskyddat sedan 2001 och är 72 hektar stort. Reservatet består av gammal barrskog av gran och tall med tickor på en del träd.